# Avalanchas de Blons en 1954

Alpes en la región del Gran Valle Walser, Vorarlberg, Austria.

Las avalanchas de Blons tuvieron lugar en Austria en enero de 1954.  Ocurrieron en el estado federado de Vorarlberg, donde tuvieron un gran impacto en la región del Gran Valle de Walser y, concretamente, en el pueblo de Blons.  Las avalanchas se produjeron durante dos días a partir del 11 de enero de 1954 y provocaron la muerte de 125 personas, 57 de las cuales murieron precisamente en Blons.  Dos grandes avalanchas asolaron Blons en 9 horas, la segunda de las cuales sepultó a los socorristas que intentaban salvar a los civiles de la primera avalancha.Las avalanchas causaron mucha destrucción en el pueblo de Blons, dañando un tercio de la infraestructura de viviendas y matando a un tercio de la población.Las avalanchas de Blons están consideradas como uno de los peores enterramientos masivos de la historia de Austria, con uno de los mayores números de víctimas mortales a causa de una avalancha.  

## Geografía
El pueblo de Blons se encuentra en el distrito de Bludenz, en el estado federado de Vorarlberg, situado en la parte occidental de Austria. En su lado occidental, el estado de Vorarlberg limita con el país europeo de Liechtenstein. Bludenz es una región montañosa con 525 montañas. En Vorarlberg hay 1315 zonas de captación de aludes. Los puntos de partida de los aludes de Blons fueron Falvkopf y Mont-Calv.Estos picos están situados a unos 1.500 metros de altura y rodean el pueblo. Falvkopf está a 1849 metros sobre el nivel del mar.Las coordenadas de las localizaciones de las avalanchas de Blons son Latitud: 47.2160 Longitud: 9.8160. La zona de Blons está rodeada de rocas fácilmente erosionables. 

## Las avalanchas
El 11 de enero de 1954, a las 9.36 horas, comenzó la primera avalancha, que se inició en Flavkopf, donde golpeó el pueblo de Blons a las 10.00 horas.La primera avalancha afectó a la parte oriental del pueblo, sepultando a 82 personas y matando a 34 personas.Esa misma noche, a las 19.00 horas, se produjo un segundo alud a partir de Mont-Calv.La segunda avalancha golpeó el centro del pueblo de Blons, donde 43 personas quedaron sepultadas y 22 murieron.Dieciséis personas rescatadas de la primera avalancha también quedaron sepultadas en la segunda.Ambas avalanchas fueron clasificadas como catastróficas.Un alud clasificado en el nivel catastrófico significa que tiene el potencial de dañar el paisaje circundante, que la avalancha puede causar daños y destrucción a las infraestructuras de un valle y que es de gran tamaño. La mañana en que se produjo el alud, la radio local anunció que el sistema de alerta de aludes advertía de que "el peligro de aludes se ha vuelto extremadamente grave y sigue aumentando". Un superviviente, Robert Dobner, relata el día como "un lunes oscuro, lleno de nieve".

## Misión de rescate
La respuesta de rescate a las avalanchas de Blons fue lenta debido a los daños en las líneas eléctricas y telefónicas, lo que retrasó que los rescatadores recibieran la noticia de las avalanchas un día después.La misión de rescate para salvar a las víctimas atrapadas por estos aludes dio lugar al primer puente aéreo de la historia de Austria.Los puentes aéreos pueden proporcionar rápidamente el equipo y los recursos necesarios para una misión de rescate en el lugar de los hechos, incluidos transceptores, palas y sondas. También se puede recurrir a los perros de rescate, que utilizan su olfato para buscar personas.Los primeros intervinientes austriacos iniciaron una misión de rescate el 13 de enero de 1954 y países como Alemania, Suiza y Estados Unidos también contribuyeron para ayudar a rescatar a los civiles.Las Fuerzas Aéreas estadounidenses proporcionaron 99 helicópteros y 11.000 kg de suministros de rescate, mientras que el Swiss Air-Rescue envió 14 rescatadores, 6 perros de rescate, 2 helicópteros, médicos y 5 paracaidistas de rescate. Una de las principales causas de muerte de las víctimas impactadas y atrapadas por una avalancha es la asfixia, lo que significa que las personas pueden seguir vivas mientras están enterradas durante un periodo de tiempo y tener posibilidades de sobrevivir. Algunos supervivientes de las avalanchas de Blons llevaban atrapados entre 17 y 62 horas. Un artículo del Sydney Morning Herald que informaba sobre las avalanchas de Blons describía que los equipos de rescate tuvieron que enfrentarse a un valle profundo y estrecho cubierto a ambos lados por toneladas de nieve y que todo hombre capaz contribuyó a ayudar. También relata que se utilizaron bengalas para ayudar a los socorristas, ya que las avalanchas dañaron las luces y cortaron el suministro de agua y las comunicaciones por carretera y ferrocarril.

## Consecuencias

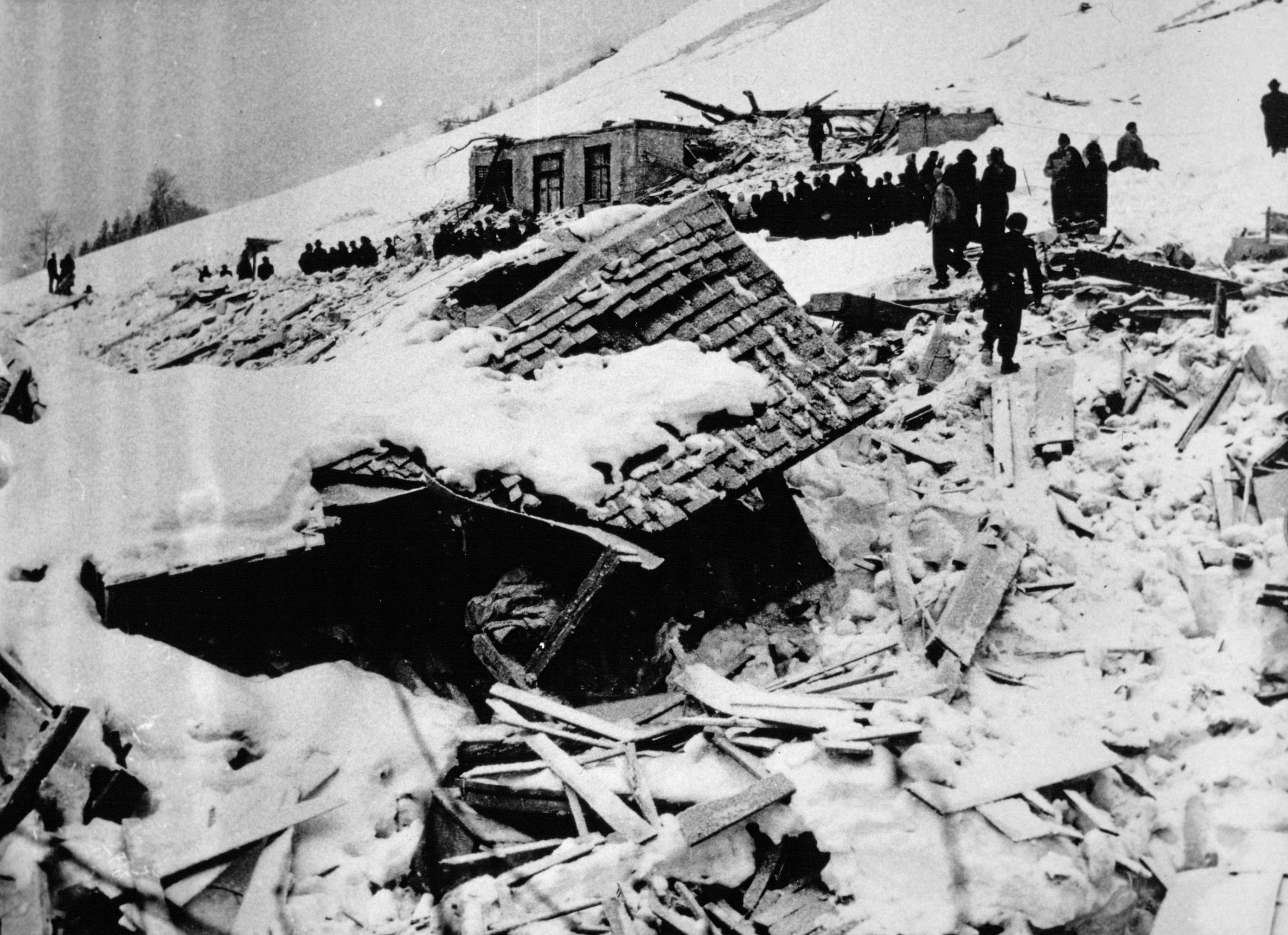
Daños por las avalanchas en Blons 1954

Las consecuencias de las avalanchas de Blons se saldaron con "270 entierros que causaron 125 muertos, 55 casas y cientos de edificios agrícolas [fueron] destruidos y 500 cabezas de ganado murieron". La población de Blons en 1954 era de 376 personas y un tercio (111 personas) murieron directamente a causa de los aludes. También murieron la mitad de los hombres que trabajaban en la mina Leduc de la zona (Ruth, 1998; Davis, 2008). Un tercio de las viviendas también quedó destruido: 29 de las 90 casas del pueblo fueron demolidas. Treinta y tres víctimas pudieron ponerse a salvo por sus propios medios, 31 fueron rescatadas por equipos de salvamento y 47 fueron halladas muertas. Una mujer que estaba cocinando en su casa en el momento de la avalancha murió por las quemaduras provocadas por las brasas del horno que la golpearon con el impacto. Otro hombre que había sido encontrado con vida por un equipo de rescate después de 17 horas, murió más tarde de shock tras descubrir cuánto tiempo había estado enterrado en la nieve, según informaron los servicios de noticias. De los civiles hallados con vida, 8 murieron más tarde. 

## Causa
Los Alpes austriacos son siempre susceptibles de sufrir riesgos naturales como las avalanchas.En el periodo previo a las avalanchas que afectaron a Blons, una combinación de tiempo frío y un rápido aumento de las nevadas no pudo sostenerse y fue demasiado para aguantar.Las fuertes nevadas dieron lugar a más de 2 metros de profundidad de nieve en menos de 24 horas. Según Holler (2009), dos días antes del primer alud, en el invierno de enero de 1954, una "zona frontal orientada al noroeste provocó una gran profundidad de nieve nueva", especialmente en Vorarlberg.Tras la intensa nevada, las temperaturas empezaron a subir. Cuando se acumulan capas de nieve y suben las temperaturas, la cohesión de la nieve puede deteriorarse y provocar el desprendimiento de un alud.
Antes de enero de 1954, las medidas de protección contra los aludes en Blons se establecieron por primera vez entre 1906 y 1908. Incluían estructuras de soporte de vallas y muros de nieve de aproximadamente 2 - 2,5 metros, que fueron destruidas durante los aludes de 1954 y consideradas inadecuadas. En las montañas situadas por encima de Blons, los árboles también estaban dispersos, lo que daba lugar a una escasa cobertura forestal y, por tanto, a una cobertura de protección reducida para el pueblo.Los civiles del pueblo de Blons también tomaron precauciones para evitar el riesgo de avalancha en las zonas circundantes. Cuando se acercaba el invierno, los concejales de Blons retiraban un crucifijo que estaba colocado en una zona de alto riesgo para evitar que sufriera daños. En un barranco concreto de Blons, los civiles dejaban de hablar y caminaban en fila india separados al cruzar un puente.Esto se hacía para evitar que sus voces provocaran vibraciones en la zona que pudieran desencadenar una avalancha y, en caso de que se desatara una, creían que el hecho de estar separados reduciría el número de los que se llevara por delante. 

## Respuesta
Los aludes de Blons, en Austria, en 1954, "anunciaron la protección moderna contra los aludes en los Alpes".Debido al gran impacto de estos aludes, junto con otros ocurridos en Austria, se han tomado medidas para proteger el pueblo de Blons, en Vorarlberg, de posibles amenazas de aludes en el futuro. Desde entonces, los aludes de nivel "catastrófico" han disminuido en Austria gracias a la mejora de las medidas de protección en general.
En las montañas situadas por encima de Blons se ha llevado a cabo una investigación exhaustiva sobre la cubierta forestal y la calidad de los árboles con el fin de mejorar su eficacia en la protección contra los aludes. El "Servicio de Ingeniería Forestal para el Control de Torrentes y Avalanchas" es el encargado de aplicar las medidas de protección contra los riesgos naturales en Austria. Desde los aludes de Blons, hay mucha más cubierta forestal que en 1954, debido a los grandes esfuerzos de reforestación. En 1971 había 520 hectáreas de cobertura forestal y en 2009 había aumentado a 601 hectáreas de cobertura. La cobertura forestal puede ayudar a mejorar la protección contra los aludes, ya que puede ralentizar la velocidad de la nieve y reducir la distancia de caída.En la zona de Blons se han plantado aproximadamente medio millón de árboles, cuatro quintas partes de los cuales son Picea abies. Esta especie de árbol abies es eficaz en la protección contra los aludes debido a su capacidad para asegurar la estabilización por su profundo sistema radicular que puede alcanzar una profundidad de hasta 2 metros. En los principales puntos de inicio de los aludes en Blons, se han colocado desde entonces unos 6,5 kilómetros de mecanismos de defensa que incluyen puentes de nieve de acero, colgaduras y construcciones de madera  y acero, así como 315 construcciones de nieve rastrera y 745 metros de barreras contra la deriva del viento. 
Los estudios de las avalanchas de Blons han ayudado a mejorar el conocimiento y la comprensión de los ciclos de las avalanchas en Austria, lo que a su vez ha contribuido a una predicción más eficiente de las avalanchas.  Un estudio ha revelado que de las mayores avalanchas de la historia de Austria "alrededor de dos tercios [de las avalanchas] se produjeron como resultado de una zona  de frentes orientada al noroeste".  También se descubrió que el aumento de las nevadas contribuyó en gran medida a la causa de estos aludes "catastróficos". El estudio pudo deducir que determinadas situaciones meteorológicas están relacionadas con los ciclos y patrones de los aludes que se producen en Austria y ha ayudado a predecir mejor cuándo cabe esperar un alud. Los sistemas de alerta de aludes también están ahora disponibles en línea. Los "Servicios Europeos de Alerta de Avalanchas" tienen como objetivo proporcionar "a la sociedad servicios eficientes y eficaces de previsión y alerta de avalanchas" y pueden informar y avisar a la población de cualquier riesgo potencial de avalancha en zonas de toda Europa, incluido Blons. Se ha desarrollado un sistema de detección de aludes que tiene en cuenta elementos como las señales infrasónicas, sísmicas y de radar. También se ha realizado una moderna tecnología de simulación de aludes, que permite simular posibles escenarios peligrosos en zonas de alto riesgo de aludes y detectar dónde se pueden poner medidas de protección contra los aludes. En lo que respecta a los aludes de Blons, esta tecnología pudo ayudar a poner de manifiesto la falta de construcciones defensivas en los puntos de inicio de cada uno de los aludes que se desataron.
En cuanto a las estrategias de rescate en caso de avalanchas, ha habido pocos cambios desde las avalanchas de Blons. Aproximadamente el 50% de las personas no llevan transceptores de avalanchas. Si fueran enterrados por una avalancha, todavía se utilizan herramientas y estrategias originales para rescatar a las víctimas enterradas. 

## En los medios
Se han producido varios libros y películas que han relatado la experiencia de los implicados. El libro titulado "¡Avalancha!", escrito por el autor Joseph Wechsberg en 1958, cubre los sucesos de las avalanchas de Blons, las historias de los civiles, el impacto que tuvo en toda la comunidad y los esfuerzos de rehabilitación que ésta ha adoptado. Describe los acontecimientos como "ninguna otra avalancha registrada en la historia moderna ha hecho tanto a tantos en tan poco tiempo y en un lugar tan pequeño". La película y novela "Der Atem des Himmels" también se basa en las avalanchas de 1954 en Blons. Describe los prolegómenos y el desarrollo de los acontecimientos. El incidente de las avalanchas también aparece en la serie documental "Disasters of the Century" en la temporada 4, episodio 9, que incluye relatos personales de los residentes de Blons en aquel momento, lo que vivieron, así como recreaciones.Un centro de documentación de avalanchas en Blons expone hechos y fotografías sobre los sucesos ocurridos durante las avalanchas de 1954 y las medidas de protección que se han puesto en marcha para aumentar la seguridad de la zona.